# Urocystis fischeri
Urocystis fischeri är en svampart som beskrevs av Körn. 1879. Urocystis fischeri ingår i släktet Urocystis och familjen Urocystidaceae.   Inga underarter finns listade i Catalogue of Life.